# 원근법

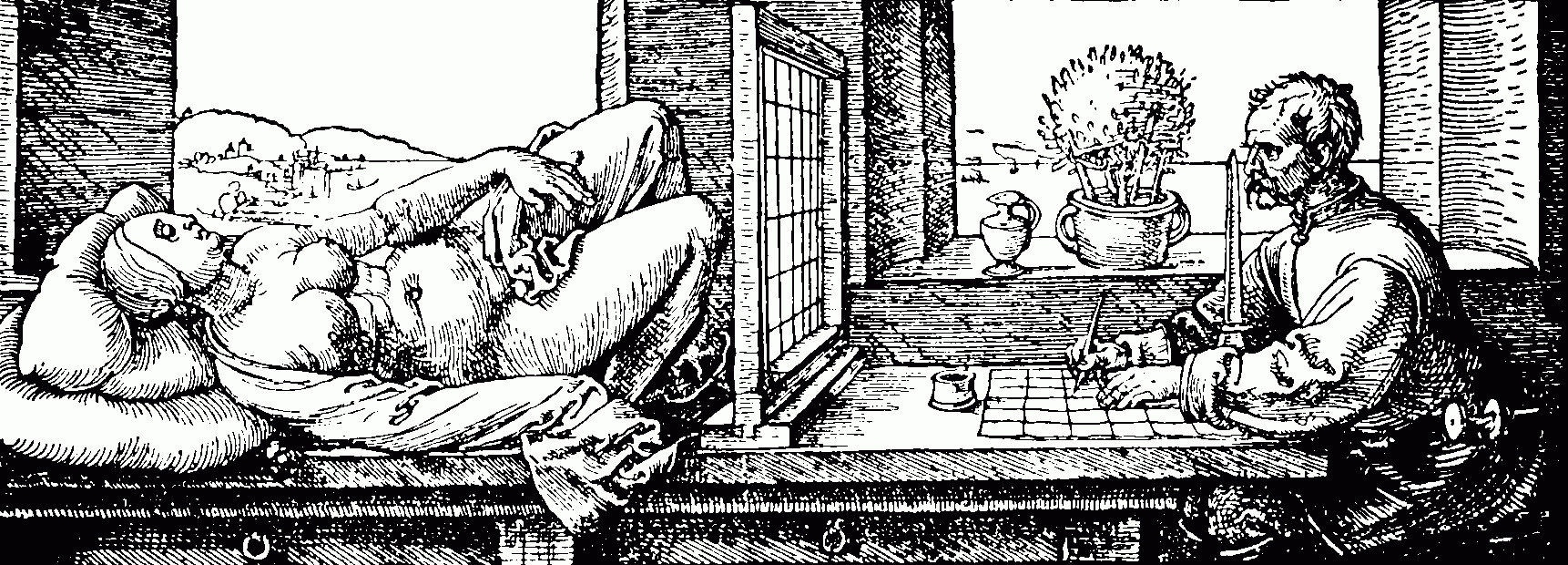
여인의 투시도를 그리는 제도사 - 뒤러(1525년)

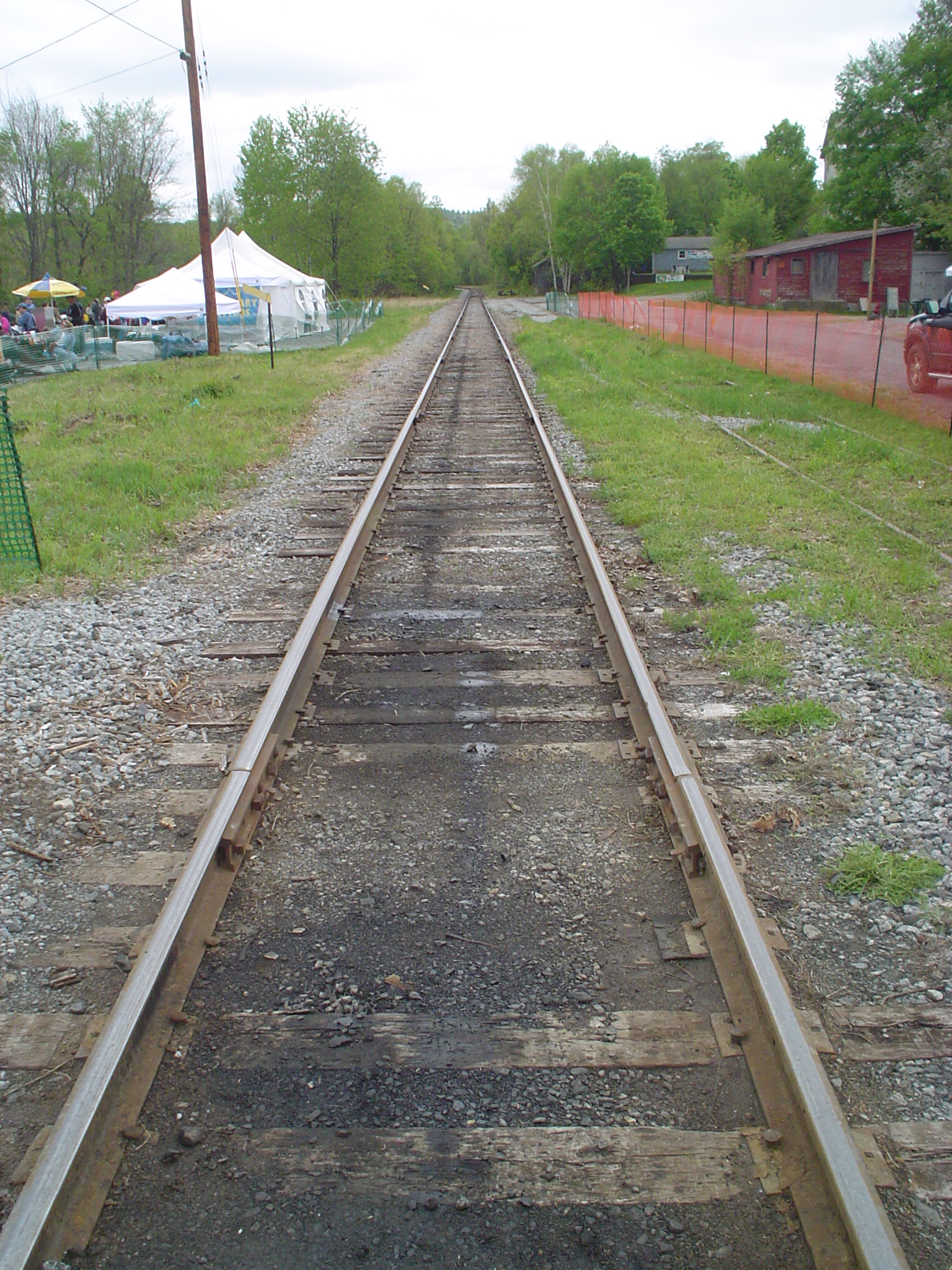
철길의 끝부분에 소실점이 있다.

원근법(遠近法, 영어: perspective)은 눈으로 보는 3차원의 세계를 2차원의 평면으로 옮길 때, 일정한 시점에서 본 것 그대로 멀고 가까운 거리감을 느낄 수 있도록 표현하는 회화 기법이다.

## 기원
어원인 라틴어의 아르스 페르스펙티바(ars perspectiva)는 페르스피케레(perspicere, '투과하여 보다'의 뜻)에서 유래한다. 측면시(側面視), 수족(手足)의 교차와 단축(短縮) 등의 표현, 특히 배경으로 되어 있는 건축과 풍경의 묘사는 이미 폼페이 벽화(B.C.1세기) 등에 명확한 유례가 있고 비트루비우스에 의하면 무대 장치의 원근법은 B.C.5세기 아테네의 화가 아가타르코스(Agatharkos)에 의해서 시작되었다고 한다

## 원근법 발명 이전
화가와 대상 사이의 공간의 원칙에 따라 묘사된 것이 아니라 인물들의 중요성에 따라 실제보다 더욱 크게 또는 작게 묘사되었다.

## 종류
서양의 원근법은 회화를 구성하는 색과 선의 두가지 요소에 의하여 각각 발전했다. 그중 (1) 색채 원근법은 색의 심리효과를 화면에 응용해서 원근감을 표현하는 것이다. 예를 들면 적극성의 인상을 주는 빨강은 가까운 것에, 또한 소극적인 청색은 먼 것에 쓰인다. (2) 선원근법은 가장 과학적인 방법으로 기하학적인 기초위에 법칙이라고 할만큼 유일하게 체계화된 원근법이다.

### 선원근법
투시도법이라고도 하는 선원근법은 3차원의 대상물을 평면에 그리고 입체성과 원근감을 표현하려고 시도하여, 기하학적 원근화법, 즉 소실점(vanishing point)의 기하학적 의미를 명확히 포착하는 기법으로, 이탈리아 르네상스 시기의 건축가 브루넬레스키에 의하여 1410년 경에 본격적으로 사용되기 시작하였다. 피렌체의 많은 화가들과 학자의 실험과 시행을 거쳐 화가 우첼로에 의하여 어느 정도 체계화되어, 15세기내에 그와 피에로 델라 프란체스카에 의하여 이탈리아 각지에 보급되었다고 생각된다. 그 결과 15세기 말에는 안드레아 만테냐, 젠틸레 벨리니, 조반니 벨리니, 도나토 브라만테와 같은 투시도법의 달인들이 나타나, 16세기 초두에는 화가나 건축가의 상식적인 소양이 되었다.
그러나 '단소점(單消點)'의 투시도법 체계를 확립한 것은, 프랑스의 수학자 지라르 데자르그(Gerard Desargues, 1591∼1661)의이며, 나폴레옹 시대에 병기 생산상의 필요에서 화법기하학의 체계를 정비한 수학자 가스파르 몽주(Gaspard Monge, 1746∼1818)에 의하여 완성되었다. 한편 극도로 대상물에 접근한 시점을 설치할 경우 생기는 것과 같은 과장된 투시도는 부자연스럽게 보인다는 것을 일찍부터 착안하여 미묘한 직관적 수정을 실시하는 것이 당연지사가 되었고 또 투시도법의 기술 그 자체에도 여러 가지 목적에 적합한 기법이 개척되어, 금일에는 소점을 3개 취한 <3점 투시>와 화면을 완곡시킨 <망막투시> 등이 시도되고 있다. 선과 면의 분할의 복잡성을 간편하고 쉽게 하기 위한 여러 가지 기구 기계와 전문용지도 발명되었다.
역사적으로 르네상스시대의 조토 디 본도네(Giotto di Bondone, 1267년 ~ 1337년 1월 8일)의 작품들이 그 본격적인 시작의 예로 언급된다.
|                                                                                     |
| (예시)〈가야바 앞의 그리스도〉(Jesus Before the Caïf’), 조토 디 본도네(Giotto 1305) |

더 역사적으로 거술러 올라가면 기하학적 형태와 보다 일반적인 형태의 깊이 표현은 종종 수천 년 동안 예술적 발전의 원동력이 되었다고 알려져있다. 기원전 5세기 경에도 이러한 원근법을 구현해보인 화가 중 한 명인 그리스의 아가타르쿠스(Agatharchus)는 그의 수렴 원근법 사용에 대한 논평을 쓰기까지 했으며, 그의 효과는 당시  여러 그리스 기하학자들에게 투영 변환을 수학적으로 분석하는 데 영감을 주었다고 알려져있다. 그러나 체계적이라기보다는 직관적인 표현에 더 가깝다고 언급된다. 이러한 그리스 시대의 작품은 현재 전하는 로마 미술을 보여주는 폼페이 양식에서 엿볼 수 있다.

## 같이 보기
- 카메라 각도

## 참고 문헌
- 이 문서에는 다음커뮤니케이션(현 카카오)에서 GFDL 또는 CC-SA 라이선스로 배포한 글로벌 세계대백과사전의 내용을 기초로 작성된 글이 포함되어 있습니다.

1. ↑  (webexhibits.org-The Role of Perspective in Shaping the Renaissance)http://www.webexhibits.org/sciartperspective/perspective1.html
2. ↑  (Perspective as a Geometric Tool that Launched the Renaissance,Christopher W. Tyler)https://christophertyler.org/CWTyler/Art%20Investigations/Perspective/PerspectiveHistory/Perspective.BriefHistory.html
3. ↑  [참고](Contribution to “Festschrift for Arthur Jampolsky” (A.B. Scott, Ed., 2000)Perspective as a Geometric Tool that Launched the Renaissance , Christopher W. Tyler , Smith-Kettlewell Eye Research InstituteSan Francisco CA 94115)https://switkes.chemistry.ucsc.edu/teaching/CROWN85/literature/TylerRenaissancePerspect.pdf